# サンデン交通
サンデン交通株式会社（サンデンこうつう、英: Sanden Kotsu Co.,Ltd.）は、山口県下関市に本社を置き、サンデンバスの呼称で山口県西部を中心に路線バスを運行するバス事業者。

## 概要
山口県西部の下関市のほぼ全域および長門市・美祢市・山陽小野田市のそれぞれ一部にて路線バスを運行している。「サンデン」の名称はかつての社名である「山陽電気軌道」（山電）に由来するものであり、1926年から1971年までは下関市内で軌道線（路面電車）を運行していた鉄道事業者であった。また、同社が吸収合併した長州鉄道は山陰本線幡生駅 - 小串駅間の前身となる路線を運行していた鉄道事業者であり、同じく吸収合併した長門鉄道（長鉄）は、かつて小月 - 西市（豊田町）間で軽便鉄道を走らせていた鉄道事業者でもあった。
特定の企業グループに属さない独立系のバス事業者であるが、1717年（享保2年）創業の醤油製造業・大津屋を営む林家（林義郎元大蔵大臣、林芳正官房長官の出身一族）による同族経営が行われており、永きにわたって林家出身者が幹部を務めている。
地域子会社として、下関市北部と長門市・美祢市をエリアとするブルーライン交通がある。宇部市・山陽小野田市・美祢市をエリアとする路線バス事業者の船木鉄道（船鉄バス）はサンデン交通の持分法適用関連会社ではあるが、地域子会社の扱いとはなっていない。また、貸切バス事業については大部分を分社化し、主に専業子会社のサンデン観光バスとブルーライン交通が請け負っている。

## 歴史
- 1924年9月27日 - 山陽電気軌道設立（サンデン交通の創業）[1]。地元・下関の名士林平四郎による設立。
- 1926年12月25日 - 長関線・松原 - 壇ノ浦間開業（軌道線の運転開始）。
- 1928年12月18日 - 長州鉄道（東下関 - 幡生駅間）を譲り受ける。
- 1930年4月8日 - 土井実太郎、道森自動車商会、下関自動車運輸の3事業者のバス事業を譲り受け、下関市中心市街地および長府地区でバス事業を開始。
- 1938年4月26日 - 下関市内10事業者の事業を譲り受けタクシー事業開始。
- 1942年11月1日 - 長門鉄道（小月 - 西市間18.2 km）を吸収合併。
- 1949年4月1日 - 長門鉄道が再独立。
- 1953年12月17日 - タクシー事業を山陽タクシー（現・下関山電タクシー）として分離。
- 1956年4月30日 - 長門鉄道が鉄道線（小月 - 西市間）を廃止、バス専業となり社名を長鉄バスに改称。
- 1971年
  - 2月6日 - 軌道線・幡生駅 - 東下関 - 下関駅前間を廃止（軌道線全廃）。バス専業となる。
  - 6月1日 - 社名を山陽電気軌道からサンデン交通に改称。
- 1975年
  - 3月10日 - 新下関駅乗入れ。
  - 4月1日 - 長鉄バスを吸収合併。
- 1977年12月3日 - 豊洋台団地乗入れ。
- 1980年
  - 6月13日 - 青海島通地区乗入れ。
  - 9月1日 - 下関市中央霊園・新下関公団住宅乗入れ。
  - 11月10日 - 新垢田団地乗入れ。
- 1981年8月13日 - 青海島青海地区乗入れ。
- 1982年8月1日 - 彦島向井団地路線新設。
- 1983年
  - 10月24日 - サンパークおのだ路線新設。
  - 11月1日 - 川中豊町団地等路線新設。
- 1985年3月14日 - 宇部営業所廃止。
- 1986年11月27日 - 浜浦台団地乗入れ。
- 1988年10月1日 - 急行バス事業者の山陽急行バスの路線（下関 - 宇部 - 山口間）・車両を譲受。山陽急行バスはサンデン傘下の観光バス専業に改組（現・サンデン観光バス）。
- 1989年7月26日 - 下関・山口 - 大阪間に同社初の夜行高速バス『ふくふく号』（現・ふくふく大阪号）運行開始（阪急バスとの共同運行）。
- 1990年
  - 9月3日 - 山の田地区より 長府高校・豊浦高校を結ぶ直通スクールバス運行開始。
  - 12月20日 - 長府扇町工業団地乗入れ。
- 1991年
  - 3月28日 - 下関・山口 - 東京間に日本初の2階建車両による夜行高速バス『ふくふく東京号』運行開始（JRバス関東との共同運行、2006年11月30日廃止）。
  - 6月30日 - 新四王司線・ニュージーランド村線等開設。
- 1992年3月1日 - 彦島営業所担当路線にバスカードを導入（中四国初。その後、順次一般路線全線に導入し1993年9月10日に完了）
- 1993年
  - 3月18日 - 松風町乗入れ。
  - 6月24日 - ゆめタウン長府乗入れ。
- 1994年
  - 4月29日 - ヘルシーランド下関乗入れ。
  - 6月7日 - スクールバス便新垢田団地乗入れ (新垢田→豊浦高・長府高)。
  - 8月1日 - 青海島観光船乗場乗入れ。
- 1997年4月 - 貸切バスボディデザイン変更。
- 1999年10月1日 - 豊田営業所、川棚分所廃止。ブルーライン交通に事実上移管。
- 2000年
  - 3月1日 - 山口県共通バスカードの取扱いを開始。
  - 4月1日 - 小野田営業所廃止。
- 2001年
  - 3月1日 - 下関〜福岡線運行開始。
  - 11月16日 - 長府満珠台乗入れ。
- 2003年
  - 2月1日 - パルク浜浦台乗入れ。
  - 3月1日 - 下関福岡線を福岡空港に乗入れ。
  - 3月15日 - 昼間割引カード発売開始。
  - 4月1日 - 山口営業所廃止。
  - 9月25日 - 東駅営業所新設。
- 2005年 - 傘下のサンデン観光バスが日本で初めて韓国製（大宇バス製）の観光バスを導入。
- 2006年10月10日 - ご当地ナンバー導入にあわせ登録ナンバーを下関ナンバーに順次改番が開始される。
- 2008年
  - 4月5日 - 下関駅 - 城下町長府間でロンドンバス（ルートマスター）の定期運行（受託）を開始。
  - 6月1日 - 九州以外のバス事業者として初めてSUNQパス運営委員会に加盟し、自社路線でSUNQパスの利用が可能となる。
- 2012年
  - 1月24日 - それまで28年間代表取締役社長を務めた林孝介（林義郎の弟で林芳正の叔父、元下関商工会議所会頭）が代表権のない会長に退き、後任の社長に同社プロパーの山田忠平が就任[4]。
  - 4月18日 - 1997年5月以来となる運賃改定を実施。平均改定率は7.6%で、原則一律20円の値上げを行う[5]。
- 2013年
  - 3月24日 - ロンドンバス（ルートマスター）の定期運行（受託）を終了。
  - 4月 - 一般路線バスボディデザイン変更。
- 2015年10月1日 - ダイヤ改正。稗田橋経由・新卸団地線を廃止、ゆめシティ循環線新設。
- 2016年
  - 7月16日 - 系統番号制度を導入。
  - 10月1日 - ダイヤ改正。秋吉台循環線から撤退（中国JRバスの単独運行に）、[25]一の俣温泉線廃止（ブルーライン交通に事実上移管）、サンパークおのだ乗り入れ終了（船鉄バスの単独運行に）。
- 2017年10月1日 - ダイヤ改正。宇部新川駅乗入れ開始、[36]下関駅 - 唐戸 -東駅 -  山の田 - ゆめシティ - 新下関駅線新設。
- 2018年10月1日 - ダイヤ改正。[21]・[121]・[21Y] 秋芳洞線秋芳洞〜美祢駅間区間廃止、美祢駅止に（秋芳洞〜美祢駅間はあんもないと号に事実上移管）。
- 2019年
  - 4月16日 - 東駅営業所廃止。新下関営業所と統合。
  - 10月1日 - ダイヤ改正。[15Y] ゆめタウン長府折返し便、[80D] 国道線直通彦島営業所〜小月営業所・小野田駅・宇部中央間廃止。
- 2021年
  - 3月6日 - ICカード乗車券「nimoca」を導入[6]。全路線で全国相互利用サービスに対応した交通系ICカードが利用可能となる[6]。
  - 5月31日 - 山口県共通バスカードの取り扱い終了[6]。
  - 10月1日 -　ダイヤ改正。「下関市地域公共交通再編実施計画」に基づく路線の再編と大規模な減便[7]。
- 2022年10月1日 - ダイヤ改正。国道線の終点を宇部中央からおのだサンパークに変更（小野田公園通 - 宇部中央間廃止に伴い宇部市内から撤退。おのだサンパークへ6年ぶりに乗り入れ再開）[8]。
- 2023年3月25日 - ダイヤ改正。高速バス下関 - 福岡線（ふくふく号）の福岡空港国際線への乗り入れ終了。運行本数および発車時刻の見直し。
- 2024年
  - 3月16日 - ダイヤ改正。2024年問題及び乗務員不足への対応に伴う路線の一部廃止と大規模な減便、最終バス時刻の繰り上げ[9]。

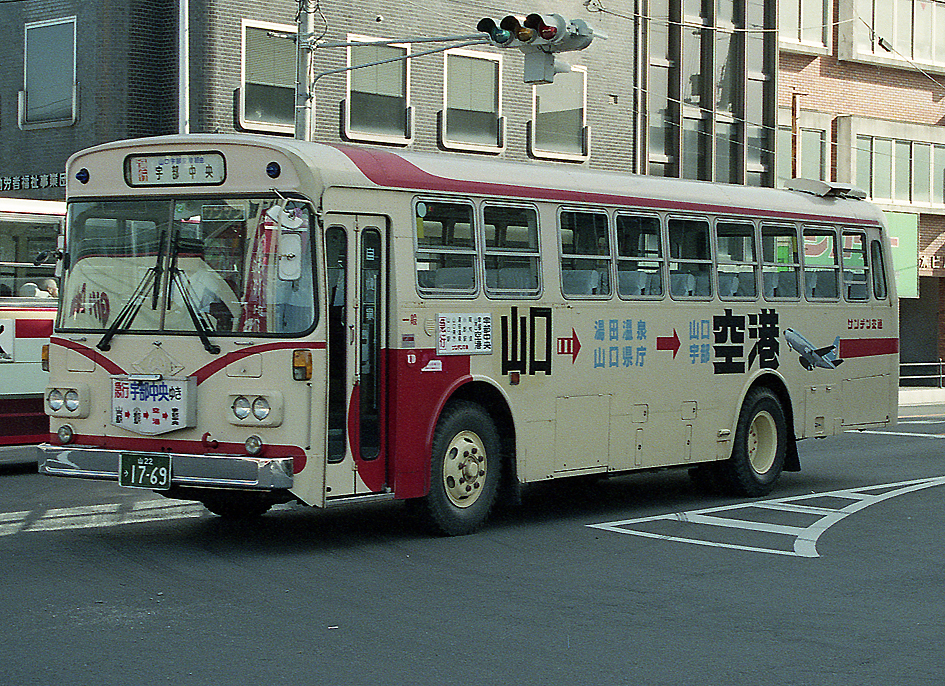
サンデン交通 山陽急行バス色車（1988年）

- - 12月 - 一般路線バスにおけるツーステップ車両の運用が終了した[10]。
- 2025年2月 - 一般路線バスの車両がすべてノンステップ車両になった[10]

## 各営業所（車庫）所在地
- 新下関営業所 - 山口県下関市大字形山字大畠71番地（最寄バス停：「石原車庫前」）
- 彦島営業所 - 山口県下関市彦島塩浜町1丁目5番8号（最寄バス停：「彦島営業所」）
- 北浦営業所 - 山口県下関市横野町1丁目17番18号（最寄バス停：「横野」）
- 小月営業所 - 山口県下関市王喜本町4丁目5番1号（最寄バス停：「小月営業所」）
- 長門分所 - 山口県長門市仙崎字大泊2710番地の1（最寄バス停：「大泊」）

長門分所（小月営業所の支所）は青海島内にある。かつては秋芳洞近く（美祢市秋芳町秋吉広谷3506-2）に秋芳分所・山口駅近く（山口市東山二丁目5番8号）に山口営業所・サンデン交通本社側に東駅営業所、豊田営業所（下関市豊田町大字矢田263-1）、川棚分所（下関市豊浦町大字川棚5270-2）も存在したが、秋芳分所は閉鎖、山口営業所は山口サンデンを経てサンデン観光バス山口営業所、東駅営業所はサンデン観光バス、豊田営業所、川棚分所はブルーライン交通の営業所となっている。
以前は、全車山口ナンバーを取り付けていたが、2006年10月10日にご当地ナンバーの交付開始に併せ、下関市内営業所配備の車両のほとんどが下関ナンバーに取り替えられた（長門分所配備の車両は山口ナンバーのまま）。登録番号の数字部分は山口ナンバー時代と同一の番号（希望ナンバー）を取得している。
2007年導入車(中古車含)からは5001から番号(希望ナンバー)を取得している。

## 主なターミナル
- 下関駅
- 唐戸
- 東駅（サンデン交通本社：旧・東下関駅）
- 山の田
- 新下関駅
- 城下町長府
- 小月駅
- 小野田駅
- おのだサンパーク
- 美祢駅
- 長門市駅

## 高速バス
1980年代末期から2010年代にかけて複数の路線を持っていたが、諸般の事情により次々と廃止されたため、現在（2023年4月時点で）唯一運行しているのは福岡線のみである。

### 下関 - 福岡線

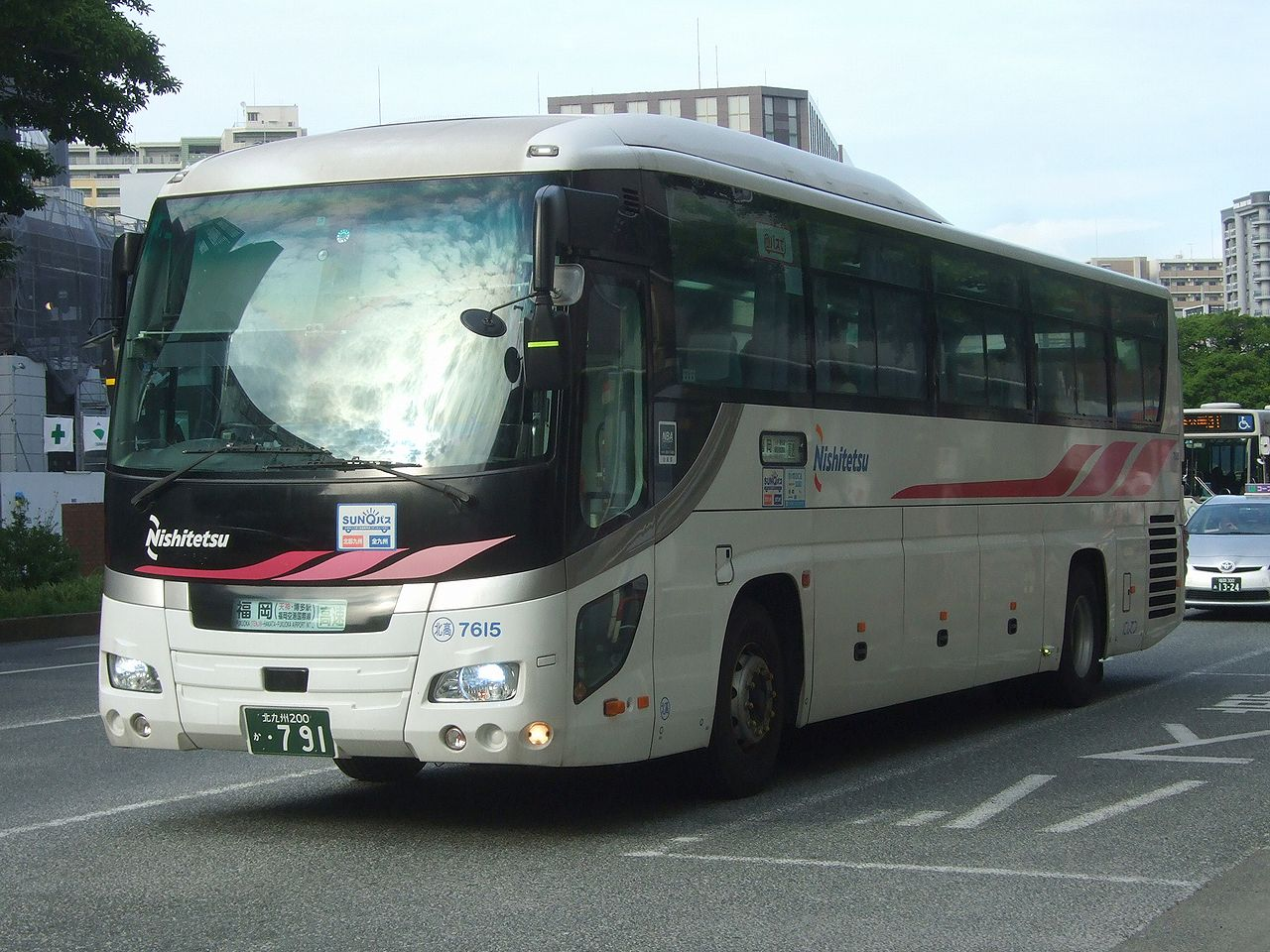
ふくふく天神号（西日本鉄道）

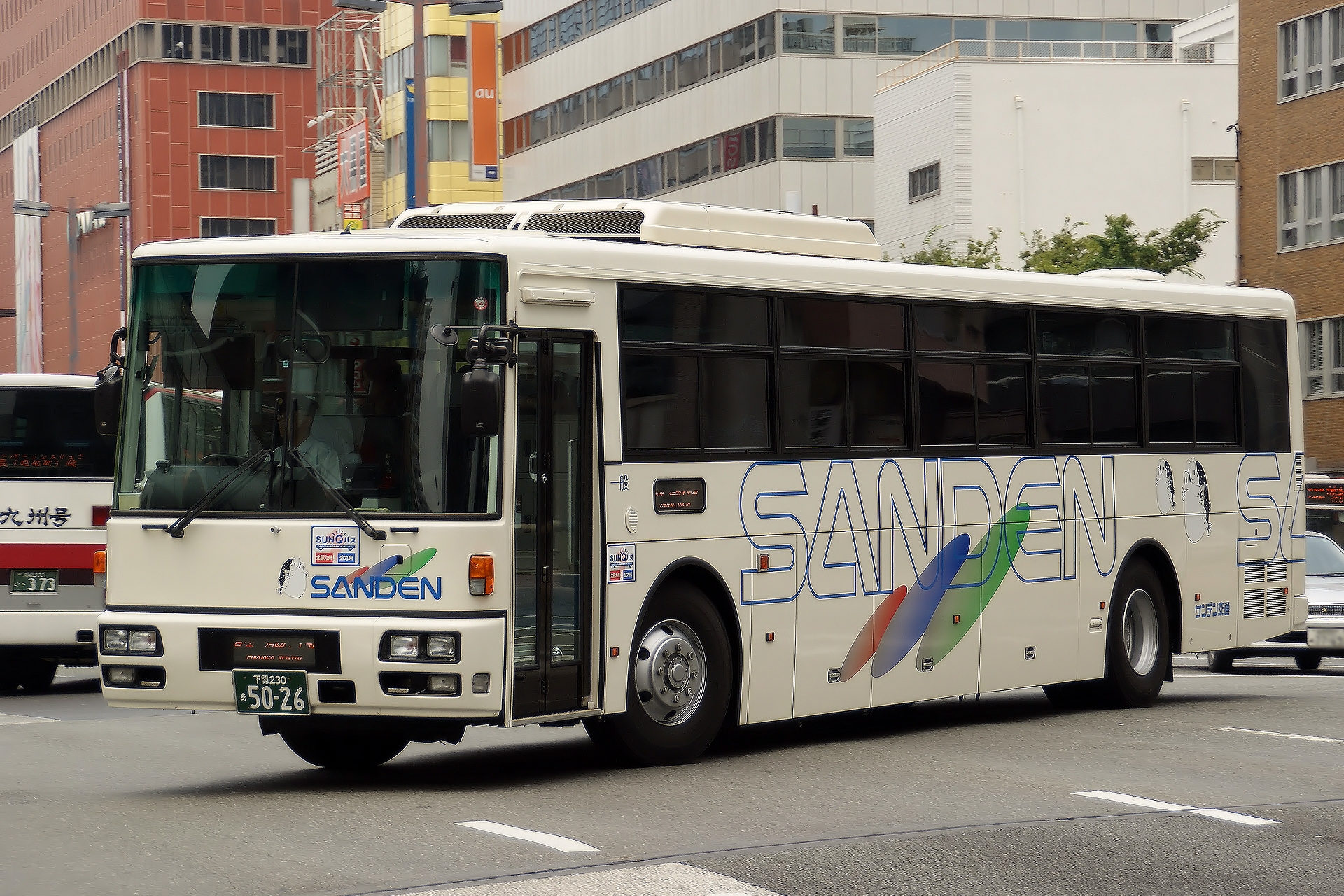
ふくふく天神号（サンデン交通）

山口県下関市と福岡県福岡市を結ぶ高速バス（昼行）路線。サンデンでは一時「ふくふく天神号」の愛称を使用していたが、2019年時点では愛称の設定はない。共同運行の西鉄バス側では、「ふくふく天神号」を経て「ふくふく号」の愛称を使用している。
福岡の中心部である天神と下関市街地を直結する路線として運行を開始し、後に福岡空港経由の増便や博多駅発着の便を新設している。

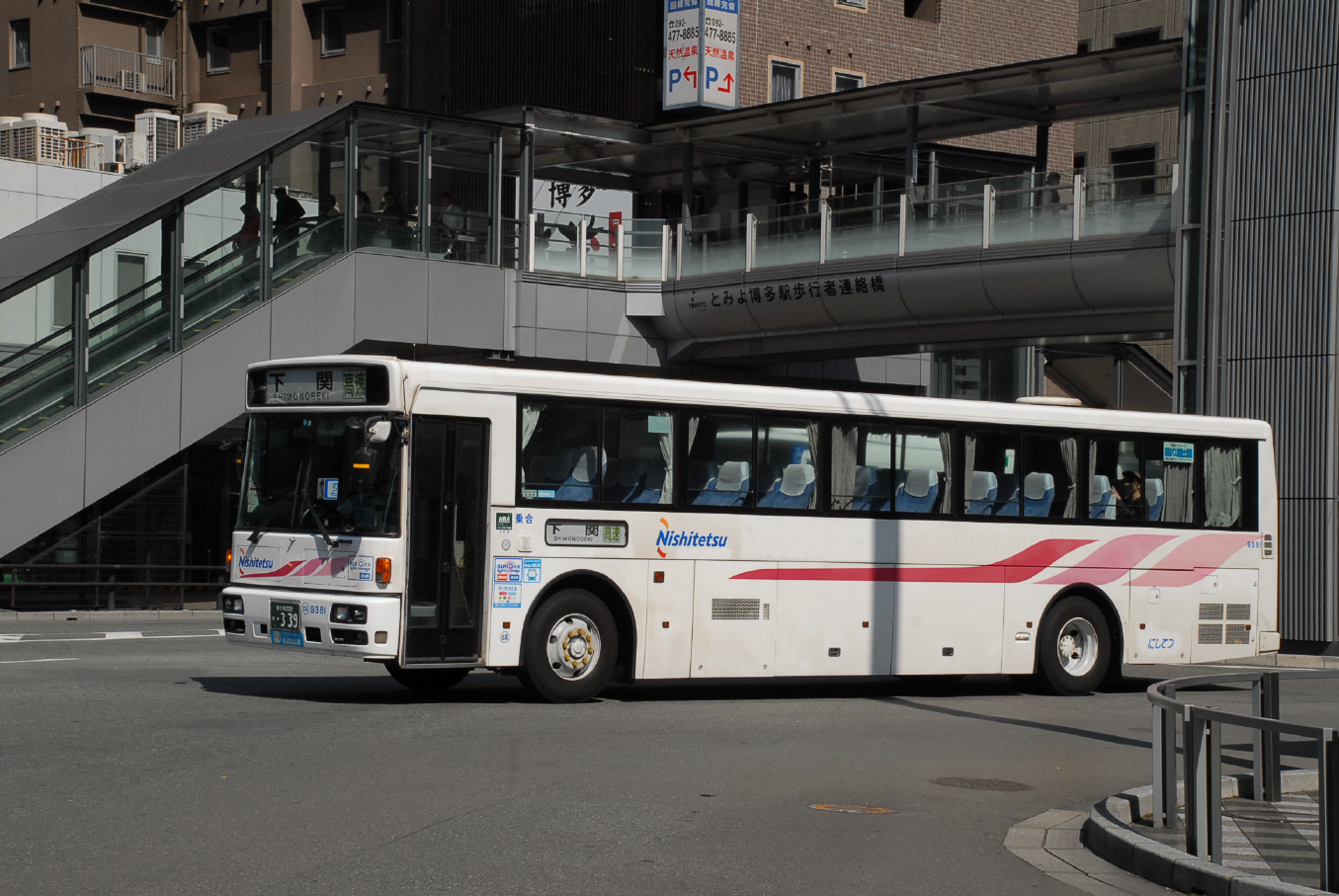
西日本鉄道担当

全便において予約は不要だが、満席の場合は乗車できない。

#### 運行会社・使用車両
- 西日本鉄道（博多自動車営業所)
  - 三菱ふそう・エアロエース
    - 「新高速色」と呼ばれる近距離高速路線仕様・HARMONYと呼ばれる新塗装（ハイデッカー・スタンダードデッカー、45人乗り4列シート、トイレなし）の車両が使用される。（車両都合時においては「火の鳥色」（島原号・させぼ号などの中距離高速路線仕様）塗装のトイレ付のエアロエースなどで運行される場合がある）
- サンデン交通（新下関営業所）
  - 日野・セレガ（2代目）2021年ごろからは観光車を改造した車も運用に入るようになった
  - いすゞ・ガーラ（2代目）

#### 歴史
- 2001年3月1日 - 運行開始。当初は予約定員制（予約制、自由席）で停車地は西鉄天神バスセンター、東駅、唐戸、下関駅。西鉄高速バス福岡支社（現・西日本鉄道福岡高速自動車営業所）とサンデン交通東駅営業所（現・同社新下関営業所）が運行。
- のちに予約不可の座席定員制とし、朝の福岡行き1便を福岡空港経由に変更。
- 2004年6月2日 - 停車地に蔵本、中洲、宝蔵寺を追加。下関行き便を福岡行き便と同じく呉服町ランプ経由に変更。
- この間に西鉄高速バス側の運行に北九州支社（現・西鉄バス北九州・北九州高速自動車営業所）が加わり福岡支社・北九州支社の共管になる。その後福岡支社担当便が全て北九州支社へ移管になる。
- 2014年4月25日 - ダイヤ改正[12]。平日の運行本数を下関 - 天神間16往復（天神行き1本のみ福岡空港経由）から、「下関 - 天神」系統14往復（天神行き1本のみ福岡空港経由）と「下関 - 福岡空港・博多バスターミナル」系統6往復に変更。土曜・休日はこれまで通り「下関 - 天神」系統20往復（天神行き1本のみ福岡空港経由）とする。
- 2014年10月1日 - 西鉄便のみICカードnimocaの使用開始
- 2016年3月5日 - ダイヤ改正。「下関 - 福岡空港・博多バスターミナル」系統を廃止し、平日は天神発着16往復のみの運転に[13]。
- 2019年4月1日 - ダイヤ改正。
  - 西鉄高速バスの解散に伴い運行会社が西鉄高速バスから西日本鉄道に変更。同時に1乗番を福岡高速営業所へ移管となり西鉄バス側の運行が再び福岡地区（本体直営）・北九州地区（西鉄バス北九州に管理委託）の双方の担当になる。
  - 1本あった福岡空港国内線ターミナル経由（サンデン交通運行）を廃止。
  - 福岡空港国際線ターミナル発着・博多バスターミナル経由の便を毎日4往復（うち1往復は博多BT止）運行開始（全便西鉄運行）。
  - 小荷物の取り扱いを終了。
- 2019年4月16日 - サンデン交通の営業所が東駅営業所閉鎖に伴い新下関営業所へ変更。
- 2020年3月14日 - 西日本鉄道側の一部便の担当営業所が西鉄バス北九州・北九州高速自動車営業所から門司自動車営業所（門司第二営業所）へ変更となる。
- 2021年3月6日 - 当路線のサンデン便においても、nimocaの利用が開始される[14]。
- 2021年4月1日-西日本鉄道側の運行営業所の変更。福岡高速自動車営業所運行分が博多自動車営業所へ移管になる。
- 2023年3月25日 - 西日本鉄道側の担当営業所が全便博多自動車営業所に変更となる（一部を担当していた門司第二営業所による運行を終了）。また、福岡空港国際線ターミナルへの乗り入れが廃止となる。

#### 運行経路・停車停留所
太字は停車停留所。山口県内・福岡県内のみの利用は不可。
- 直行便

西鉄天神高速バスターミナル - （←天神中央郵便局前←） - （昭和通り） - 中洲 - 蔵本 - 呉服町出入口 - （福岡都市高速環状線・1号線・4号線） - 福岡IC - （九州自動車道・関門橋） - 下関IC - （山口県道258号武久椋野線） - 宝蔵寺 - （山口県道248号下関港安岡線） - 東駅 - 唐戸 - （国道9号） - 下関駅
- 博多バスターミナル発着便

博多バスターミナル（博多駅） - 西鉄天神高速バスターミナル -（この間直行便と同じ）- 下関駅

#### 利用可能な乗車券等
- 西鉄・サンデン両社ともSUNQパス（北部九州版・全九州版）が利用可能。
- 西鉄・サンデン両社ともnimocaおよびこれと相互利用している全国交通系共通IC乗車カード（SUGOCA・Suica・PASMO・はやかけんなど）が利用可能。
- 西鉄・サンデン両社とも、両社が発売している高齢者向け乗り放題定期券（サンデン交通のロングライフパス、西鉄バスのグランドパス65）のどちらかを提示することにより運賃が半額になる。
- 西鉄・サンデン両社とも、本路線専用2枚回数券があり、紙券またはウェルネット製スマホ回数券「バスもり!」のいずれかが利用可能。両社とも紙式回数券の車内販売はしていない。

## 一般路線バス
2016年に導入された系統番号は、市内循環・山の田循環・丸山循環以外は「下関駅バスターミナル乗り場番号+連番」の2桁が基本で、経由地違いは末尾アルファベットで区別。準急便は100番台、下関駅を経由しない路線は+200もしくは乗り場番号を略した1桁が基本（従って、路線が重複しない限り同番となるケースが存在する）。また、一方向にしか運行されない系統もある。また、2021年10月のダイヤ改正で「下関市地域公共交通再編実施計画」に基づき設定された下関駅を経由しない路線には300番台が付番された。
◎の路線は国土交通省の「地域公共交通確保維持改善事業（地域間幹線系統補助）」による国庫補助金を受けている。

### 下関市内線
下関駅止めとなる便及び途中から別系統となる便は、山の田（山の田循環・丸山循環）で系統番号が変わる。
- [Y-1][Y-2] 下関駅 - 唐戸 - 東駅 - 市民病院 - 東駅 - 山の田 - 武久 - 筋川 - 下関駅【山の田循環】
  - 「唐戸→山の田→武久」回りが[Y-1]、逆回りが[Y-2]。
- [M-1][M-2] 下関駅 - 丸山町 - 幡生駅 - 山の田 - 武久 - 筋川 - 下関駅【丸山循環】
  - 「丸山町→山の田→武久」回りが[M-1]、逆回りが[M-2]。
- [40] 下関駅 - 唐戸 - 東駅 - 市民病院
- [42] 下関駅 - 唐戸 - 東駅 - 幡生駅
- [50] 下関駅 - 丸山町 - 幡生駅
- [60][60A] 下関駅 - 筋川 - 東駅 - 市民病院
  - [60]は東駅止まり。
- [63] 下関駅 - 関西通 - 丸山町 - 唐戸【高尾線】

### 国道線
下関駅から国道9号を経由して長府・小月方面および小野田・美祢・豊田・長門方面に向かう路線。下記「Y」のつく系統はゆめタウン長府を経由する。
- [10] 下関駅 - 唐戸 - 御裳川（みもすそがわ） - 火の山国民宿舎前
- [11][11A][11B] 下関駅 - 唐戸 - 御裳川 - 前田 - 浜浦台 - （パルク浜浦台）- 関門医療センター - 城下町長府 - 田倉 - 新下関駅
  - [11A]はパルク浜浦台経由、[11B]はパルク浜浦台止まり。[11]はマリンランド発便あり。
- [312][348] 東駅 - 勝谷団地 - 城下町長府 - マリンランド
  - 元々「下関駅 - 東駅 - 勝谷団地 - 城下町長府 - 下関駅」の周回路線だったが、2021年10月ダイヤ改正で全便東駅・マリンランド発着に変更。
  - 東駅→マリンランドが[348]、マリンランド→東駅が[312]となったほか、楠乃東町での系統番号変更は廃止され終点まで同一の系統番号で運行[7]。
- [313] マリンランド - 城下町長府 - 満珠台 - 四王司
  - 元々下関駅発着だったが、2021年10月ダイヤ改正で全便マリンランド発着・満珠台経由に変更[7]。
- [14] 下関駅 - 唐戸 - 御裳川 - 前田 - 城下町長府 - 長府駅
- [14A] 下関駅 - 唐戸 - 御裳川 - 前田  - 関門医療センター - 城下町長府 - 長府駅 - 長府扇町工業団地
- [214] 長府駅 → 前八幡 → 城下町長府 → 市立美術館・関門医療センター前 → 御裳川 → 唐戸 → 新町4丁目 → 東駅 → 市民病院
  - [214]は急行便あり（平日長府駅発1本のみ、上記停留所のみ停車、系統番号はなく「急行」と表記）。
- [316] ゆめタウン長府 - 員光（かずみつ） - 石原車庫 - 新下関駅
  - 2021年10月ダイヤ改正で全便ゆめタウン長府発着に変更[7]。
- [17][17Y][7] 下関駅 - 唐戸 - 御裳川 - 前田 - 城下町長府 - 長府駅前 -（ゆめタウン長府）- 小月駅 - 小月局前 - 小月営業所
  - [7]は小月駅発着。
- [217B] 市民病院 - 東駅 - 唐戸 - 御裳川 - 関門医療センター - 城下町長府 - 長府駅前 - 小月営業所
- ◎[20] 下関駅 - 唐戸 - 御裳川 - 前田 - 城下町長府 - 長府駅前 - 小月駅 - 小月局前 - 小月営業所 - 埴生 - 渡場 - 小野田駅 - 山陽小野田市民病院 - 中川通 - 小野田公園通 - おのだサンパーク
  - 一部は下関駅 - 小野田駅間の運行。
- ◎[21][21Y][121] 下関駅 - 唐戸 - 御裳川 - 前田 - 市立美術館前 - 城下町長府 - 前八幡 - 長府駅前 - （ゆめタウン長府）- 千鳥ヶ丘団地前 - 中宇部 - 高磯 - 千房 - 清末 - 小月駅 - 小月局前 - 肥田 - 東行庵入口 - 湯谷 - ニュージーランド村 - 厚保本郷 - 美祢駅
  - [121]は下関駅 - 小月駅間準急で上記停留所のみ停車（小月駅 - 美祢駅間は[21]）。
- [23A][2][2A][3] 下関駅 - 唐戸 - 御裳川 - 前田 - 城下町長府 - 長府駅前 - 小月駅 - 小月局前 - 肥田 - 東行庵入口 -（東行庵前）- 湯谷 - ニュージーランド村
  - [2][2A][3]は小月駅発着、[23A][3]は湯谷発着、[2A][23A]は東行庵前経由。
- [24][4]下関駅 - 唐戸 - 御裳川 - 前田 - 城下町長府 - 長府駅前 - 小月駅 - 小月局前 - 中迫 - 一本松 - 田部 - 豊田町西市
- ◎[24A][4A][24Y•A] 下関駅 - 唐戸 - 御裳川 - 前田 - 城下町長府 - 長府駅前 -（ゆめタウン長府）- 小月駅 - 小月局前 - 中迫 - 下大野 - 田部 - 豊田町西市
  - [4][4A]は小月駅発着。御注連（みしめ）乗り入れは2021年10月ダイヤ改正で廃止され、ブルーライン交通に事実上移管[7]。
- ◎[27][127] 下関駅 - 唐戸 - 御裳川 - 前田 - 市立美術館前 - 城下町長府 - 前八幡 - 長府駅前 - 千鳥ヶ丘団地前 - 中宇部 - 高磯 - 千房 - 清末 - 小月駅 - 中迫 - 一本松 - 田部 - 豊田町西市 - 俵山温泉 - 長門湯本温泉 - 湯本温泉駅 - 板持 - 長門市駅 - 仙崎駅前 - センザキッチン - 青海大橋 - （青海島）大泊
  - [127]は下関駅 - 小月駅間準急で上記停留所のみ停車（下関駅発着はすべて[127]）。長門方面は小月駅から先が[27]となる。俵山温泉 - 大泊間は系統番号無し。

### 北浦線
下関駅から国道191号方面（綾羅木・安岡・川棚方面）の路線。
- [31] 下関駅 - 唐戸 - 東駅 - 山の田 - 新垢田
- [231] 新垢田 - 綾羅木 - 安岡駅前 - 横野　※31系統と231系統はダイヤ上は、「垢田経由横野行き」になっている（県営アパート前で系統番号31→231に変。３１系統に乗っていれば、横野にも行くことができる更）
- [32][32A][32B][32C][32A・B] 下関駅 - 唐戸 - （市民病院）- 東駅 - 山の田 - 綾羅木 -（綾羅木中山神社前）-（松風町）- 安岡駅前 - 横野
  - [32A]は綾羅木中山神社経由（または発着）、[32B]は松風町経由、[32C]は市民病院経由、[32A・B]は綾羅木中山神社・松風町経由。
- [33] 下関駅 - 唐戸 - 東駅 - 山の田 - 綾羅木 - 安岡駅前 - 済生会病院 - 蒲生野 - 新下関駅
- [34] 下関駅 - 唐戸 - 東駅 - 山の田 - 綾羅木 - 安岡駅前 - 横野 - 吉見駅 - 吉母港
- ◎[35][35A] 下関駅 - 唐戸 - 東駅 - 山の田 - 綾羅木 - 安岡駅前 - 横野 - 吉見駅 - 豊洋台前 - （豊洋台） - 黒井 - 川棚駅 - 川棚温泉
  - [35A]は豊洋台経由
- [36] 下関駅 - 唐戸 - 東駅 - 山の田 - ゆめシティ前 - 新下関駅
- [41] 下関駅 - 唐戸 - 東駅 - 武久 - 山の田 - 山の田北町 - 稗田
- [51] 下関駅 - 丸山町 - 幡生駅 - 山の田 - 綾羅木 - 安岡駅前 - 横野
- [61][61A] 下関駅 - 筋川 - 武久 - 山の田 - 綾羅木 - （綾羅木中山神社前） - 安岡駅前 - 横野
  - [61A]は綾羅木中山神社経由（または発着）

### 長安線
県道安岡港長府線（長安線）を経由する系統。
- [1] 横野 → 安岡駅前 → 済生会病院 → 蒲生野 → 新下関駅 → 田倉 → 城下町長府 → 関門医療センター → マリンランド
  - 新下関駅発便あり。
- [2] マリンランド → 関門医療センター → 城下町長府 → 田倉 → 新下関駅 → 蒲生野 → 済生会病院 → 安岡駅前 → 横野
  - 新下関駅発便あり。
- [4] 石原車庫 → 田倉 → 長府駅
- [300] 新下関駅 → ゆめシティ前 → 綾羅木 → 松風町 → 松風町入口 → 綾羅木 → ゆめシティ前 → 新下関駅 【ゆめシティ循環】
- [301][302] 新下関駅 - ゆめシティ前 - 綾羅木中山神社前 - 松風町 - 安岡 - 済生会病院 - 新下関駅【新下関西部循環】 
  - 「新下関駅→ゆめシティ前→済生会病院」回りが[301]、その逆が[302][7]。

### 豊町線・新下関線
下関市内と新下関駅方面を結ぶ路線。
- [30A][30B] 下関駅 - 唐戸 - 東駅 - 大学町 - （新熊野） - 豊町県営住宅前 - 新下関駅 - 石原車庫
- [62A][62B] 下関駅 - 筋川 - 武久 - 山の田 - 大学町 - （新熊野） - 豊町県営住宅前 - 新下関駅 - 石原車庫
  - [30B][62B]は新熊野経由
- [43][43B][43C][43D] 下関駅 - 唐戸 - 東駅 -（市民病院）- 宝蔵寺 -（新椋野）- 新下関駅 -（公団住宅）- 石原車庫
  - [43B]は公団住宅経由、[43C]は新椋野経由、[43D]は市民病院経由
- [44][44A][44B] 下関駅 - 唐戸 - 椋野トンネル口 -（勝山市場前）- 新下関駅 -（公団住宅）- 石原車庫 - ヘルシーランド下関 - 中央霊園
  - [44A]は勝山市場前経由、[44B]は公団住宅経由
- [45] 下関駅 - 唐戸 - 東駅 - 新下関駅 - 石原車庫 - ヘルシーランド下関 - 中央霊園
- [346] 新下関駅 - 石原車庫 - ヘルシーランド下関 - 内日河原
  - 2021年10月ダイヤ改正で全便新下関駅発着に変更[7]。

### 関彦線
彦島に向かう路線。70][71] 下関駅 - 漁港口 - ロータリー - 本村 - 東圧正門前 - 竹の子島
- [72][73] 下関駅 - 漁港口 - ロータリー - 荒田 - 東圧正門前 - 竹の子島
  - [70][72]は東圧正門前発着
- [74] 下関駅 - 東大和町 - ロータリー - 本村 - 海士郷
- [80] 下関駅 - 漁港口 - ロータリー - 江の浦 - 福浦口 - 彦島営業所
- [81] 下関駅 - 漁港口 - ロータリー - 江の浦 - 山中 - 田の首 - 彦島営業所
- [82] 下関駅 - 漁港口 - ロータリー - 江の浦 - 福浦口 - 中部学院前 - 田の首 - 彦島営業所
- [83] 下関駅 - 漁港口 - ロータリー - 江の浦 - 福浦口 - 福浦本町
- [84] 下関駅 - 漁港口 - ロータリー - 江の浦 - 弟子待

### 長門市内線
系統番号は付与されない。
- 俵山温泉 - 門前（旧湯本温泉入口） - 湯本駅 - 板持 - 長門市駅 - 仙崎駅前 - センザキッチン - 青海大橋 - 大泊 - 通
  - 通→観月橋、長門市駅 - 大泊 - 通、通→大泊の区間便もあり。長門病院及び青海への乗り入れは2021年10月ダイヤ改正で廃止[7]。

## 過去の運行路線

### 大阪線（ふくふく大阪号）

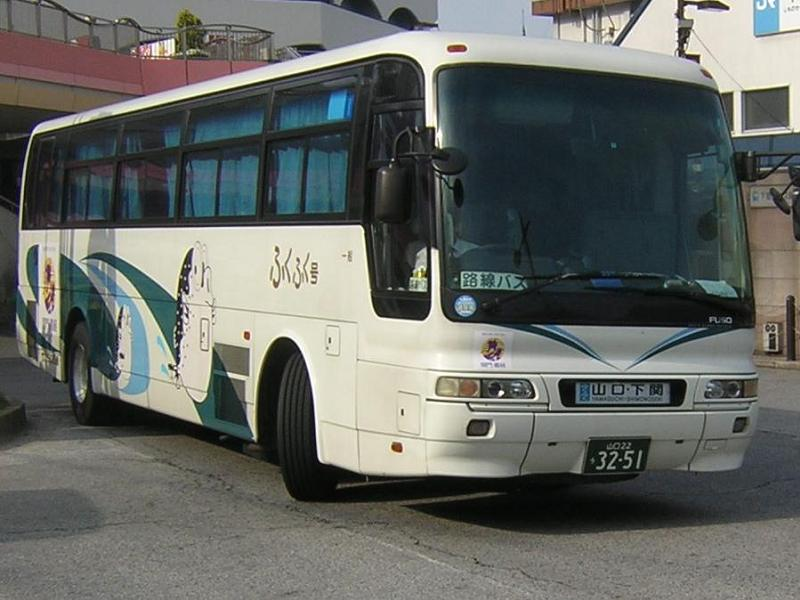
ふくふく大阪号（サンデン交通）

ふくふく大阪号（ふくふくおおさかごう）は、サンデン交通が大阪・神戸 - 山口・宇部・小野田・下関間に運行する夜行高速バス路線であった。サンデン交通初の夜行高速バス路線であった。
なお、大阪側では旧称である「ふくふく号」と案内されることもあった。

#### 運行会社
- サンデン交通
  - 東駅営業所が夜行1往復を担当した。
- 大阪・神戸での予約・発券業務は阪急バス・阪急観光バスが担当した。
- 神戸での発券業務は西日本ジェイアールバスが担当した（電話予約は取り扱わなかった）。

#### 沿革
- 1989年7月26日 - 『ふくふく号』として運行開始[16]。（サンデン交通・阪急バスの共同運行[16]）
- 2000年9月 - 阪急バスが運行から撤退。サンデン交通の単独運行に。
- 2005年3月18日 - 神戸三宮駅前・新山口駅在来線口に停車。
- 2006年11月26日 - 三宮バスターミナルへ乗り入れ。
- 2013年6月30日 - この日発の便をもって路線を廃止。これにより、サンデン交通は夜行高速バスから完全撤退した[17]。

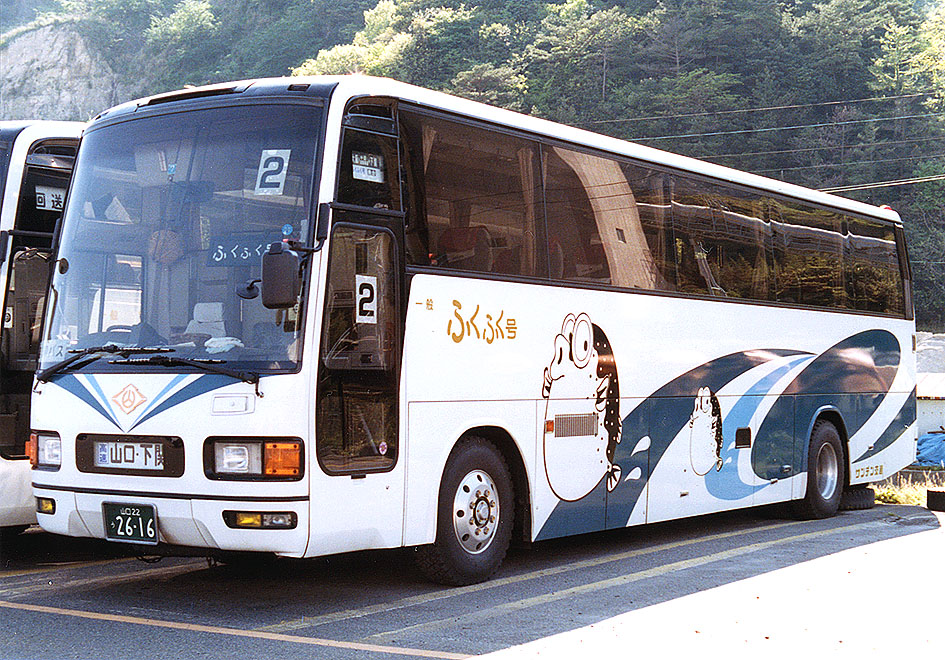
ふくふく号初代専用車（サンデン交通）
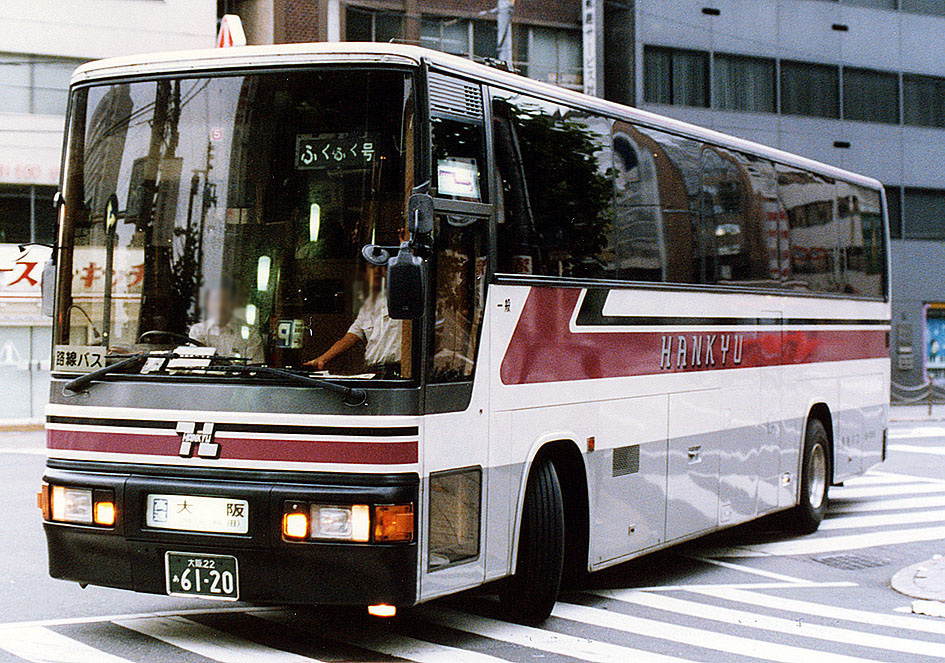
ふくふく号（阪急バス）

#### 運行経路・停車停留所
太字は停車停留所。神戸三宮以東のみおよび山口県内のみの利用不可。
- 大阪梅田（阪急三番街高速バスターミナル） - （国道423号新御堂筋） - 新大阪（阪急バスセンター） - 千里ニュータウン（桃山台駅） - 千里中央 - （大阪府道2号大阪中央環状線） - 中国池田IC - （中国自動車道・山陽自動車道） - 宝塚インター - 西宮名塩 - 西宮北インター - 神戸北IC - （六甲北有料道路） - 柳谷JCT - （阪神高速7号北神戸線） - 箕谷出入口 - （新神戸トンネル有料道路） - 布引 - 神戸（三宮駅前） - 生田川出入口 - （阪神高速3号神戸線・第二神明道路・阪神高速5号湾岸線・神戸淡路鳴門自動車道・山陽自動車道） - 防府東IC - （国道262号） - 山口米屋町 - 湯田温泉 - （国道9号） - 新山口駅（北口・在来線側） - 小郡IC (小郡道路) - （小郡道路・山口宇部道路） - 宇部南IC - （国道190号） - 宇部中央 - 小野田駅 - 小野田IC - （山陽自動車道・中国自動車道） - 小月IC - 国道491号 - 小月局前 - 国道2号 - 城下町長府 - 国道9号 - 下関駅

#### 使用車両
かつては新車の三菱ふそう・エアロクイーンM（純正ボディ）を専用車として充当していたが、経年により離脱・廃車となった後は新車の購入を差し控え、後継となった専用車（三菱ふそう・エアロバス）3台は、余剰となった貸切車にトイレ取り付け・座席交換（3列シート化）・乗務員仮眠スペース設置などの高速乗合化改造を行ったものである（冒頭写真参照）。時として稀に「ふくふく東京号」専用車の日産ディーゼル・スペースウィング（西日本車体工業ボディ）が充当されたこともある。なお、阪急の充当車両は夜行標準仕様の三菱ふそう・エアロクイーンM（西日本車体工業ボディ）であった。
2008年12月に新車（三菱ふそう・エアロエース）が入った。完全夜行仕様車となる3列独立シート28人乗りで右側中央床下トイレが設置されていたが、開業時にあったテレビモニターやマルチステレオ・セルフドリンク用カーポットなどの車内サービスは廃止され、簡略化されていた。（先代の専用車（三菱ふそう・エアロバス）は貸切車に戻る）路線廃止時に廃車売却となり、現在は埼玉県川越市のイーグルバス及び兵庫県丹波篠山市のサンシャインエクスプレスが所有しており、これらの事業者が運行する夜行高速バスで使用されている。
運行開始当初より充当車両にはフグのイラストが大きく描かれており、このイラストはその後、貸切車両や昼行高速バス路線用の車両にも描かれるようになったほか、一般路線車のシートにもデザインされるようになった。

### 東京線（ふくふく東京号）
ふくふく東京号（ふくふくとうきょうごう）は、1991年から2006年にかけて東京都と山口県を結んで運行されていた高速バス。運行末期はサンデン交通とJRバス中国との共同運行であり、JRバス側は「ドリームふくふく号」の愛称を用いていた。
日本屈指の長距離高速バスであり、二階建て車両の導入など様々な先進的取り組みを行った路線であった。

### 広島線（ふくふく広島号）
ふくふく広島号（ふくふくひろしまごう）は、かつて広島県広島市と山口県西部を結んでいた昼行高速バス路線の一つである。

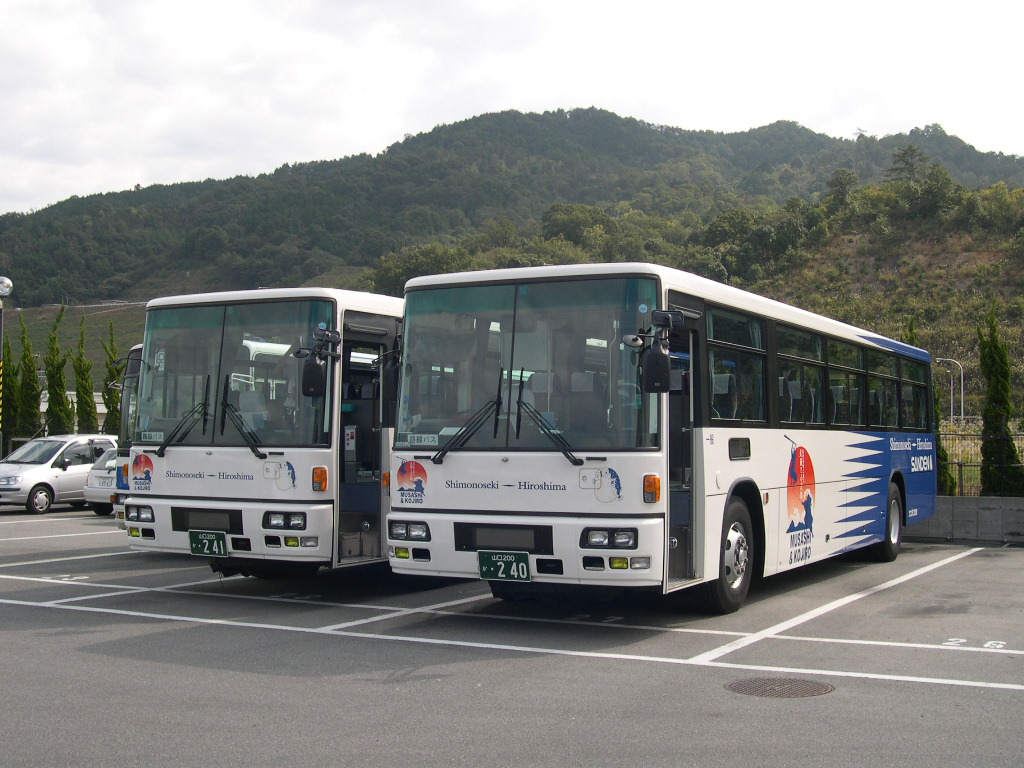
広島線

山陽自動車道宇部下関線の開通にあわせ、中国地方最大の都市である広島市と山口県最大の都市である下関市・工業拠点都市である宇部市・山陽小野田市を結ぶ路線として利用が期待されたが、路線開設からわずか4年あまりで廃止となった。
当項目では、主に廃止時点のデータを表記する。

#### 運行頻度・運行会社
1日6往復、予約制（座席指定）であった。
- 中国JRバス[18] - 広島支店が3往復担当。
- サンデン交通[18] - 東駅営業所が3往復担当。

#### 沿革
- 2002年（平成14年）12月20日：運行開始[18]。
- 2007年（平成19年）3月31日：路線廃止。

#### 運行経路・停車停留所
太字は停車停留所。広島・山口両県内のみの利用は出来なかった。
広島バスセンター - （国道54号） - 中広出入口 - （広島高速4号線） - 沼田出入口 - 大塚駅 - 五日市IC - （山陽自動車道・小郡道路・山口宇部道路） - 宇部南IC - （国道190号） - 宇部中央 - （国道490号） - 宇部IC - （山陽自動車道） - 小野田IC - （中国自動車道） - 高速小月 - 下関IC - 東駅 - 唐戸 - （国道9号） - 下関駅

#### 使用車両
4列シート、トイレなし車両で運行。
- 中国JRバス：三菱ふそう エアロクイーン／エアロバス
- サンデン交通：日産ディーゼル（当時、現「UDトラックス」）・ スペースランナーUA（西工 E）
  - サンデン交通の車両は、運行開始当初は巌流島の決闘を描いたラッピング車両が専用で用いられていた。その後NHK大河ドラマ「義経」をイメージしたラッピングを経て、ほかの路線（#下関 - 山口線など）と共通の塗色に改められた。
  - 運行終了後はふくふく天神号や後述の宇部・小野田 - 小倉線に転用されている。

### 宇部・小野田 - 小倉線

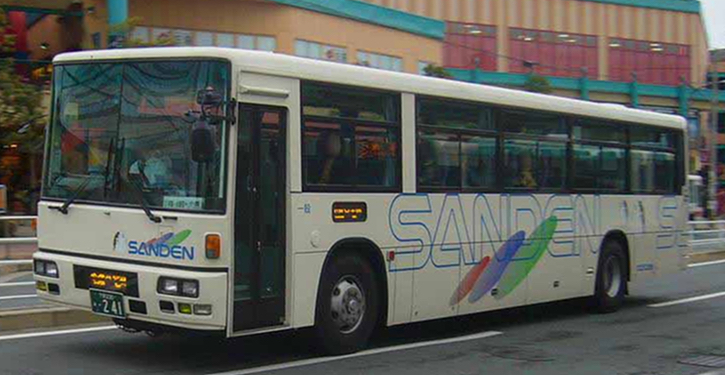
宇部・小野田 - 小倉線（サンデン交通）

山口県宇部市・山陽小野田市と福岡県北九州市小倉北区を結んでいた昼行高速バス路線である。
2003年7月19日にサンデン交通と西鉄高速バス(北九州支社)との共同運行により1年間の試験運行の形で運行開始したが、西鉄高速バスは運行開始後半年で試験運行期間終了前に撤退した。サンデン交通ではその後も運行を継続し、試験運行期間終了後に正式運行としたが、2012年5月31日を最後に廃止した。
当路線では山口県共通バスカードが利用可能であったが、2008年にサンデン交通がSUNQパス運営委員会に加盟したあともSUNQパスは利用不可であった。

#### 運行会社
- サンデン交通
  - 小月営業所が担当。サンデン交通は宇部地区に車庫を持たない（駐車場のみ）ため、毎日宇部 - 小月間を回送していた。

#### 沿革
- 2003年7月19日 - サンデン交通と西鉄高速バスとの共同運行により運行開始（1日12往復、両社が6往復ずつ担当）。
- 2004年1月18日 - この日を以て西鉄高速バスが撤退（試験運行終了）。サンデン交通は試験運行継続。本数はサンデン交通担当の6往復のみに減便される。
- 2004年7月19日 - 正式運行に格上げ。
- 2012年5月31日 - この日をもって路線廃止。

#### 運行経路・停車停留所
太字は停車停留所。宇部中央 - 山陽小野田市役所前間相互、および砂津 - 室町間相互の利用不可。
宇部中央 - 国道190号 - 東割 - 流川 - 山陽小野田市役所前 - 小野田IC - （山陽自動車道・中国自動車道・関門橋） - 門司IC - （都市高速4号線） - 富野ランプ - 砂津 - 小倉駅入口 - 魚町 - 室町RWK
1. ↑  小倉駅入口は勝山通り（旧電車通り）沿いのバス停に停車し、駅前バスセンターや高速バス乗り場には停車しない。

#### 使用車両
運行開始以来、貸切車両（いすゞ・スーパークルーザー）を乗合用に改造し専用塗装を施したものを用いていたが、その後はふくふく広島号の廃止などにより生じた余剰車両（日産ディーゼル（当時、現「UDトラックス」） スペースランナーUA（西工 E））が運用された（初期の車両は貸切車両の塗色に戻されている）。末期には日産ディーゼル（当時、現「UDトラックス」）・スペースランナーRA（西工 E-II）を新規導入している。廃止後は日産ディーゼル（当時、現「UDトラックス」） スペースランナーUA（西工 E）は2台が東駅営業所で下関総合支援学校のスクールバス・1台が彦島営業所で貸切車となった（既に廃車済）。新規導入した日産ディーゼル（当時、現「UDトラックス」）・スペースランナーRA（西工 E-II）は下関ー福岡線に転用され福岡線に新車（いすゞ・ガーラ）が導入された後下関総合支援学校のスクールバスに再転用された。

### 北九州空港エアポートバス
下関市から北九州市門司区を経由して北九州空港を結んでいた路線。西鉄バス北九州・門司自動車営業所との共同運行路線であった。2011年3月31日限りで廃止。現在は傘下の下関山電タクシーが予約制乗合タクシーを運行し代替としている。

### 下関 - 山口線
下関 - 山口線（しものせき - やまぐちせん）は、山口県内の下関市・美祢市・山口市を結ぶ昼行高速バス路線であった。
山口県最大の都市である下関市と県庁所在地山口市の間には、元々山陽急行バス（現・サンデン観光バス）による宇部経由の急行バス路線（さらに以前は下関市 - 山口市 - 萩市間の超特急バス路線だった。サンデン交通への移管を経て現在は廃止）が設定されていたが、両市の間を大きく迂回して結ぶ路線であったこともあり、中国自動車道の開通を期に両市を直結する路線として検討され、運行を開始した。一時は日中毎時1本ずつの高頻度運転を行っていたが、経営改善のため大幅減便が行われ、末期は4往復の運転にとどまっていた。
バスカードが利用可能だが、SUNQパス・ロングライフパスは利用できなかった。
なお、かつての超特急バス時代は当時珍しい空調や空気ばね、リクライニングシートを装備する現在の高速バスに近い設備の車両が使用されていた。又、ワンマン運転でプラスチックカード式の整理券発行機を備えていた。
利用低迷、燃料費高騰などの理由により、2014年9月30日をもって路線廃止となった。

#### 運行会社
- サンデン交通
  - 東駅営業所が4往復（全便）を担当

#### 沿革
- 1963年1月19日 - 前身となる下関 - 山口間の特急バス運行開始。山陽急行バスとの共同運行。
- 1990年代 - 運行開始。当初は小月営業所が担当。
- 2007年4月1日 - 担当営業所を東駅営業所に移管。
- 2014年9月30日 - 路線廃止[19]。

#### 運行経路・停車停留所
太字は停車停留所。一部を除き自由乗降可能。予約不要でバスカード使用可。
- 下関駅 - （国道9号） - 唐戸 - 市立美術館・関門医療センター前 - 城下町長府 - （国道2号・国道491号） - 小月局前 - 小月IC - （中国自動車道） - 高速小月 - 長門吉田 - 美祢西IC - 美祢IC - 真名 - 小郡IC - 三条岡[※ 1] - （国道9号） - 湯田温泉 - NTT山口前[※ 2] - 中国電力前/センタービル前[※ 3] - 山口県庁前 - 美術館前 - 米屋町 - 山口駅

1. ↑  下関発の降車、山口発の乗車のみ取り扱い。
2. ↑  下関発1便のみ停車、降車のみ取り扱い。
3. ↑  下関発は中国電力前、山口発はセンタービル前に停車（両者は実質的に同一停留所）。

#### 使用車両
下関ー山口線用に新規導入された日産ディーゼル（当時、現「UDトラックス」） スペースランナーUA（富士重工 R17型B）で運行されていた。末期は北九州空港エアポートバスの廃止により生じた余剰車両（日産ディーゼル（当時、現「UDトラックス」）・スペースランナーRA（西工 E-II））で運行された。
路線廃止前に日産ディーゼル（当時、現「UDトラックス」） スペースランナーUA（西工 E）の2台は宇部空港エアポートバスに転用されうち1台が下関総合支援学校のスクールバスに再転用され残りの1台もスクールバスに再転用された。北九州空港エアポートバスから転用された日産ディーゼル（当時、現「UDトラックス」）・スペースランナーRA（西工 E-II）は宇部空港エアポートバスに再転用された。

### 下関 - 山口宇部空港線
下関市・山陽小野田市・宇部市と山口宇部空港を結ぶ路線（空港連絡バス）。山口宇部空港を発着する航空路線に接続して運行され（始発の山口宇部発東京便には接続せず）、航空ダイヤにあわせてほぼ毎月時刻の変更が行われる。運行開始当初は一般道経由の特急バス（現在も運行されている下関駅 - 宇部中央間の一般路線バスの特急便扱い）として運行されていたが、2001年の山陽自動車道宇部下関線の開通にあわせて高速道経由の空港連絡バスに運行形態を変更した。
空港連絡バスであるが、全便が空港近傍にあるフジグラン宇部発着となっている。ただし、航空便の到着が遅れた場合はそれを待って出発するため、空港前で長時間停車することがある。nimocaが利用可能だが、ロングライフパスは利用できない。
需要の減少や運転手不足などの問題が解消できないことから、2021年9月30日運行分をもって路線廃止。代替交通機関として、山口県が補助を行い 下関山電タクシーと宇部山電タクシーが定時定路線型（予約不要）の乗合タクシーを運行する。その後、2022年4月21日から定時定路線型（予約不要）のシャトルバスに変更され（宇部山電タクシーが撤退）、2023年6月1日から予約運行型（予約制）のシャトルバスに変更されている。

#### 運行会社
- サンデン交通
  - 新下関営業所が8往復（全便）を担当

#### 運行経路・停車停留所
太字は停車停留所。
- 下関駅 - （国道9号） - 唐戸 - 市立美術館・関門医療センター前 - 城下町長府 - （国道2号） - 長府駅前 - （国道491号） - 小月局前 - 小月IC - （中国自動車道） - 高速小月 - （山陽自動車道） - 周防灘PA - 小野田IC - 宇部IC - （山口宇部道路） - 山口宇部空港 - フジグラン宇部

#### 使用車両
- 日産ディーゼル（当時、現「UDトラックス」・スペースランナーRA（西工 E-II）
- 日野・セレガ（2代目）

### ロンドンバス（運行受託）
2008年4月から下関市からの委託によりロンドンバス（ルートマスター）を運行していた。
- 下関駅 - 唐戸 - 御裳川 - 市立美術館・関門医療センター前 - 城下町長府
  - 土曜・日曜・休日のみ運行、1日4往復。
  - 途中、唐戸・御裳川・市立美術館・関門医療センター前のみ乗降可。
  - バスカード使用不可。
  - ※2013年3月24日の運行を最後に運行終了。

## 車両

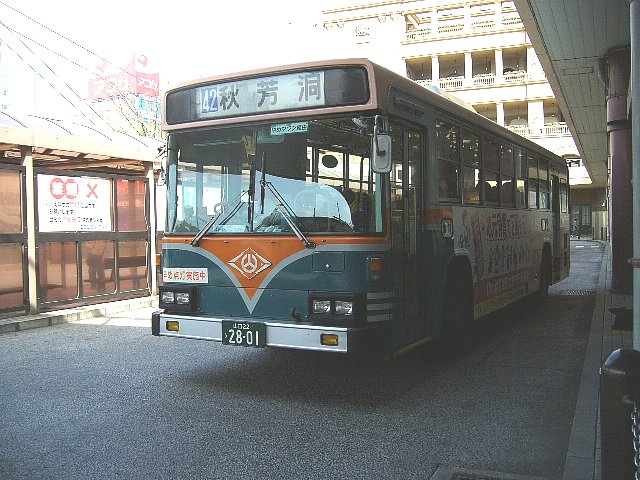
一般路線車

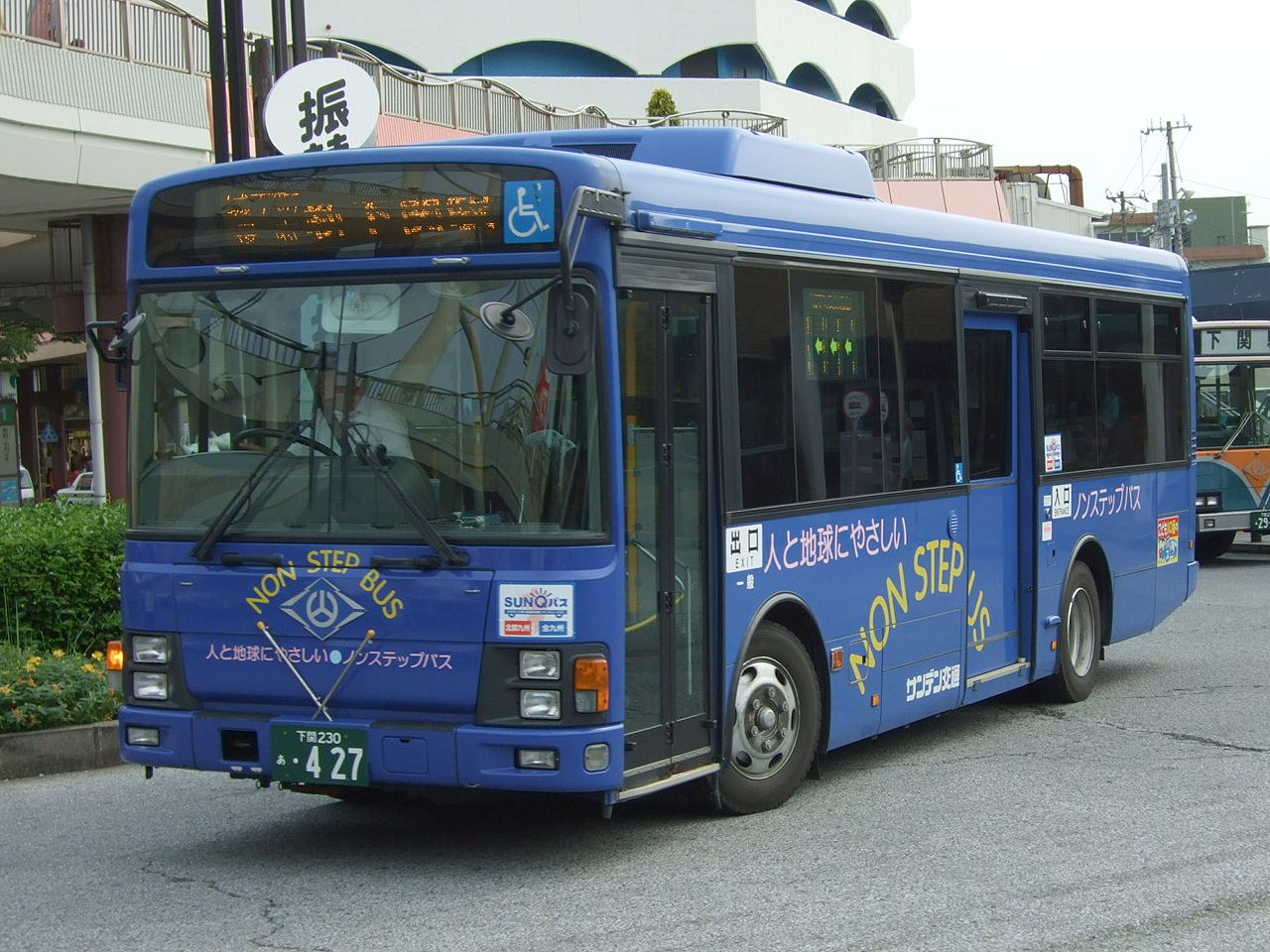
一般路線車（ノンステップバス）

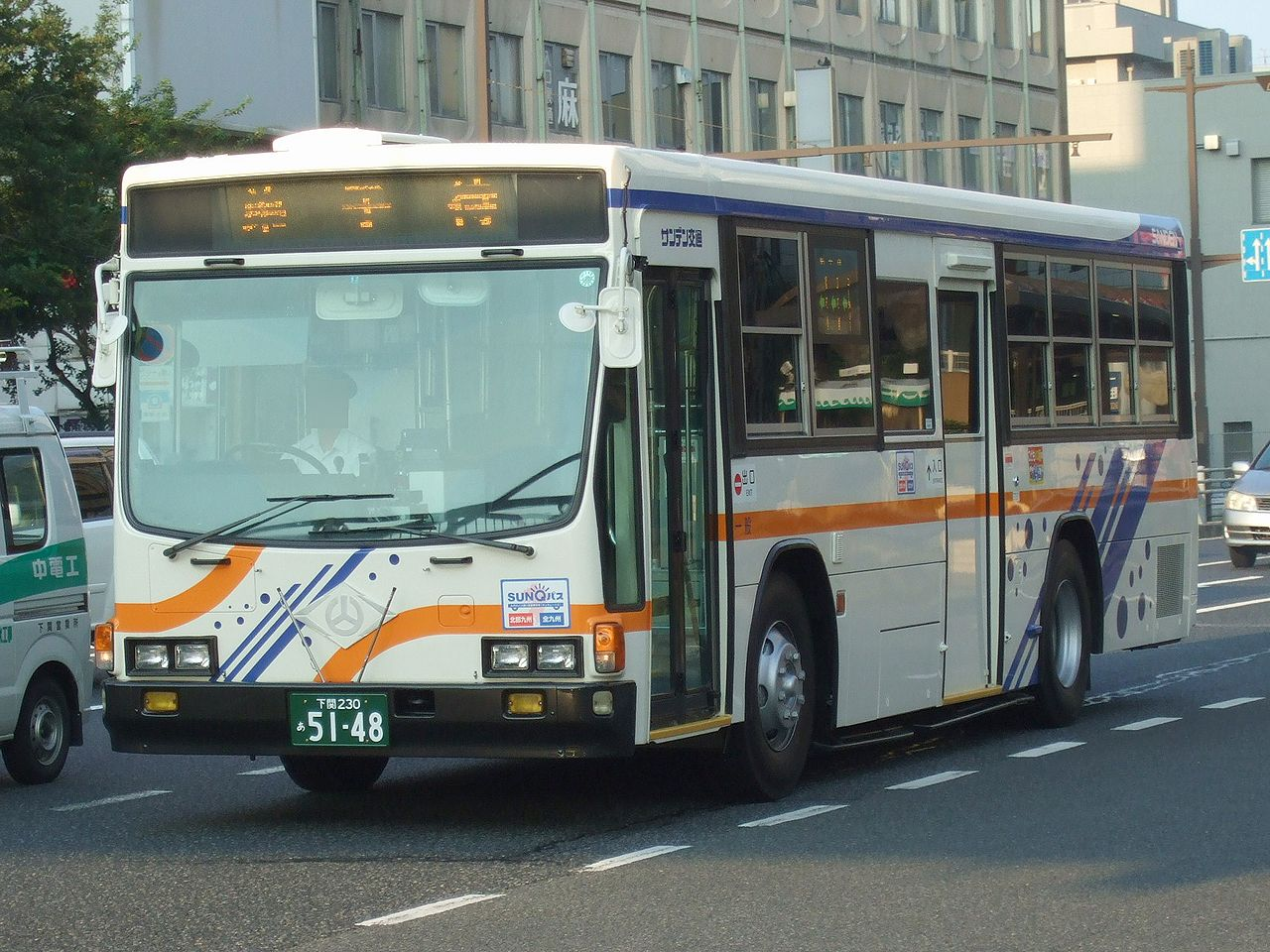
新塗装の一般路線車

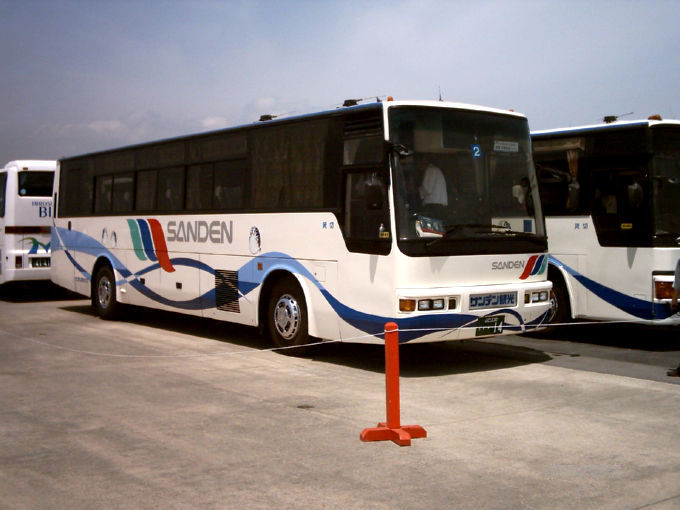
貸切車（2005年5月撮影）

国産4メーカー（三菱ふそう・日野自動車・日産ディーゼル工業（現・UDトラックス）・いすゞ自動車）をすべて採用しており、ボディも西日本車体工業、富士重工業、純正が混在する。また年式によって仕様が違っているものもあり、かなり車種が豊富である。一般路線バスの車両はすべてノンステップ化されている。
一般路線バスの塗装は屋根がベージュ色、窓下帯がオレンジ色、車体下部が濃い緑色にグレーのストライプである。バス事業開始当初よりこの塗色を続けているが、新車中古車を問わず、ノンステップバスの大半は青一色のボディカラーに
「人と地球にやさしい　ノンステップバス　NON STEP BUS」
と大きく表示されたデザインとなっている。ただし、2013年以降に導入されたノンステップバスや、ボディ更新された車両などは「人と地球にやさしい　ノンステップバス」の表記が省略されている。
ノンステップバスと都営バスをはじめとする各社からの譲受車の大量導入により、一般路線バスは前中扉となった。都営バスからの譲受車は、車内後方の扉上部の「出口」の表示の下に赤で矢印が書き足されている他、まれに後方扉の「扉が開くまでステップに降りないで下さい」の注意書きの「扉が開くまで」の部分が消されているものも存在する（都営バスは前乗り・後降りであるため）。近年導入されたノンステップバスの座席のシート地は、紺色に高速バス・貸切バスで描かれているものと同じ、ふく（フグ）のイラストと下関のシンボルマーク、それに下関の名所のイラストが描かれたものとなっている。しかし、2012年に導入された下関230あ51-24号車以降の譲受車のシート地は一部の車両を除き変更されていない。
1999年頃から、ドアが閉まった後と、降車ボタンを押した際に、アナウンスが流れるようになった。前者は「発車します。ご注意下さい」、後者は「次、停まります。危険ですので、バスが停まってから席をお立ち下さい」というものである。
2013年4月より、ノンステップバス以外の一般路線車の塗装を新塗装に変更する。東京芸術大学の学生を対象としたコンペにより決定したデザインで、白地にオレンジ色の帯、青色の斜め線と水玉模様を入れ、オレンジ色は旧塗装のイメージを引き継ぎ、青色は関門海峡を表す。ただし、既存車両の塗り替えは積極的には進めておらず、当面は新旧塗装の車両が混在する見込み。近年導入されたノンステップ車以外は旧来の屋根がベージュ色、窓下帯がオレンジ色、車体下部が濃い緑色にグレーのストライプが採用されている。しかし、2025年2月 に、 一般路線バスの車両がすべてノンステップ車両になった。そのため、一般路線バスは、青一色のボディカラーに「人と地球にやさしい　ノンステップバス NON STEP BUS」と大きく表示されたデザインに統一されることとなった（予備車、スクールバス用を除く）
高速バス・貸切バスはふく（フグ）のイラストが描かれたデザインの塗装である。イラストは1989年に「ふくふく（大阪）号」を運行開始する際に初めて描かれたものであり、その後1997年（平成9年）の貸切バスのデザイン変更時にもアクセントとして同じイラストが採用された。なお、同じ高速バスでも夜行用と昼行用ではデザインが異なる。
ラッピングバスが一般化する以前の1969年（昭和44年）より車体への全面広告を行っており（かつては車体ごとの塗装変更で対応）、現在はラッピング技術の進歩により窓ガラス全体まで使った大掛かりな広告が描かれることがある。高速バス「ふくふく天神号」用の車両にもラッピング広告が施されたものが存在する。
2005年に傘下のサンデン観光バスが日本で初めて韓国製の観光バス（大宇バスBX212H）を導入した（車体塗色は他の貸切車と同一デザイン）。サンデンと大宇バスに資本関係はないが、社長の林孝介は駐下関韓国名誉総領事を務める。
2008年4月5日より下関市から委託を受け、下関駅 - 城下町長府間において日本国内で唯一となるロンドンバスの定期運行（土日祝日のみ運行）を実施していたが、老朽化や利用客減少を理由に2013年3月24日に運行を終了した。

## その他の事業
サンデン交通はバス事業（乗合自動車運送事業）のほか、直営事業として以下の事業を行っている。
- 航空代理業 - 全日空総代理店として山口宇部空港・岩国錦帯橋空港の地上業務を展開。
- 不動産業・建設業 - 自社路線沿線の宅地開発（豊洋台団地、浜浦台団地など）
- 保険代理店業 - アフラック生命保険、東京海上日動あんしん生命保険、メットライフ生命保険、オリックス生命代理店

## 主な関連会社
バス部門
- ブルーライン交通
- サンデン観光バス
- 船木鉄道（持分法適用関連会社）

その他運輸部門
- 下関山電タクシー
- 宇部山電タクシー
- 長門山電タクシー

サービス業部門
- イーグル興業株式会社 - 高速道路のサービスエリア（中国道吉和SA上下線、鹿野SA上下線、美東SA下り線、山陽道下松SA上り線、佐波川SA上り線）のレストラン・売店の営業、および住吉神社会館等の運営）
- 株式会社エヌ・アール - イエローハットのフランチャイジー
- 株式会社山陽自動車学校 - 指定自動車教習所
- 山口合同ガス株式会社 - 一般ガス事業者。相互に資本関係はないが、経営者同士が親族であり、いわゆる「兄弟会社」の関係にある。